# Legislatura
A legislatura corresponde ao período do mandato de cada assembleia eleita.

## No Brasil
De maneira análoga ao direito português, no Brasil se entende legislatura como o período de tempo que equivale à duração regular do mandato dos deputados (quatro anos), iniciando-se na data de posse desses parlamentares.
Lista de legislaturas do Império do Brasil à Quinta República:
- 01.ª sessão legislativa - 06.05.1826 (2)
- 02.ª sessão legislativa - 03.05.1827
- 03.ª sessão legislativa - 03.05.1828
- sessão extraordinária - 02.04.1829
- 04.ª sessão legislativa - 03.05.1829

- 01.ª sessão legislativa - 03.05.1830
- sessão extraordinária - 08.09.1830
- 02.ª sessão legislativa - 03.05.1831
- 03.ª sessão legislativa - 03.05.1832
- sessão extraordinária - 10.04.1833
- 04.ª sessão legislativa - 03.05.1833

- 01.ª sessão legislativa - 03.05.1834
- sessão extraordinária - 08.09.1830
- 02.ª sessão legislativa - 03.05.1835
- 03.ª sessão legislativa - 03.05.1836
- 04.ª sessão legislativa - 03.05.1837

- 01.ª sessão legislativa - 03.05.1838
- 02.ª sessão legislativa - 03.05.1839
- sessão extraordinária - 09.04.1840
- 03.ª sessão legislativa - 03.05.1840
- 04.ª sessão legislativa - 03.05.1841

- 01.ª sessão legislativa - 01.01.1843
- 02.ª sessão legislativa - 03.05.1843
- 03.ª sessão legislativa - 03.05.1844

- 01.ª sessão legislativa - 01.01.1845
- 02.ª sessão legislativa - 03.05.1845
- 03.ª sessão legislativa - 03.05.1846
- 04.ª sessão legislativa - 03.05.1847

- 01.ª sessão legislativa - 01.01.1850
- 02.ª sessão legislativa - 03.05.1850
- 03.ª sessão legislativa - 03.05.1851
- 04.ª sessão legislativa - 03.05.1852

- 01.ª sessão legislativa - 03.05.1853
- 02.ª sessão legislativa - 07.05.1854
- 03.ª sessão legislativa - 03.05.1855
- 04.ª sessão legislativa - 03.05.1856

- 01.ª sessão legislativa - 03.05.1857
- 02.ª sessão legislativa - 03.05.1858
- 03.ª sessão legislativa - 10.05.1859
- 04.ª sessão legislativa - 12.05.1860

- 01.ª sessão legislativa - 03.05.1861
- 02.ª sessão legislativa - 04.05.1862
- 03.ª sessão legislativa - 03.05.1863

- 01.ª sessão legislativa - 01.01.1864
- 02.ª sessão legislativa - 03.05.1864
- 03.ª sessão legislativa - 06.05.1865
- 04.ª sessão legislativa - 03.05.1866

- 01.ª sessão legislativa - 22.05.1867
- 02.ª sessão legislativa - 09.05.1868

- 01.ª sessão legislativa - 11.05.1869
- 02.ª sessão legislativa - 06.05.1870
- 03.ª sessão legislativa - 03.05.1871
- 04.ª sessão legislativa - 03.05.1872

- 01.ª sessão legislativa - 21.12.1872
- 02.ª sessão legislativa - 03.05.1873
- 03.ª sessão legislativa - 05.05.1874
- sessão extraordinária - 16.03.1875
- 04.ª sessão legislativa - 03.05.1875

- 01.ª sessão legislativa - 01.02.1877
- 02.ª sessão legislativa - 01.06.1877

- 01.ª sessão legislativa - 15.12.1878
- 02.ª sessão legislativa - 03.05.1879
- sessão extraordinária - 30.10.1879
- 03.ª sessão legislativa - 03.05.1880
- sessão extraordinária - 09.10.1880

- 01.ª sessão legislativa - 17.01.1882
- 02.ª sessão legislativa - 17.05.1882
- 03.ª sessão legislativa - 03.05.1883
- 04.ª sessão legislativa - 03.05.1884

- sessão extraordinária - 08.03.1885
- 01.ª sessão legislativa - 20.05.1885

- 01.ª sessão legislativa - 03.05.1886
- 02.ª sessão legislativa - 03.05.1887
- 03.ª sessão legislativa - 03.05.1888
- 04.ª sessão legislativa - 03.05.1889

- 01.ª sessão legislativa - 15.06.1891 (52)
- sessão extraordinária - 18.12.1891
- 02.ª sessão legislativa - 12.05.1892 (57)
- 03.ª sessão legislativa - 03.05.1893

- 01.ª sessão legislativa - 07.05.1894
- 02.ª sessão legislativa - 04.05.1895
- 03.ª sessão legislativa - 14.05.1896

- 01.ª sessão legislativa - 05.05.1897
- 02.ª sessão legislativa - 03.05.1898
- 03.ª sessão legislativa - 03.05.1899

- 01.ª sessão legislativa - 03.05.1900
- 02.ª sessão legislativa - 03.05.1901
- sessão extraordinária - 25.02.1902
- 03.ª sessão legislativa - 03.05.1902

- 01.ª sessão legislativa - 03.05.1903
- sessão extraordinária - 30.12.1903
- 02.ª sessão legislativa - 03.05.1904
- 03.ª sessão legislativa - 06.05.1905

- 01.ª sessão legislativa - 03.05.1906
- 02.ª sessão legislativa - 03.05.1907
- 03.ª sessão legislativa - 03.05.1908

- 01.ª sessão legislativa - 03.05.1909
- sessão extraordinária - 10.04.1910
- 02.ª sessão legislativa - 03.05.1910
- 03.ª sessão legislativa - 03.05.1911

- 01.ª sessão legislativa - 03.05.1912
- sessão extraordinária - 02.04.1913
- 02.ª sessão legislativa - 03.05.1913
- 03.ª sessão legislativa - 03.05.1914
- sessão extraordinária - 09.01.1915

- 01.ª sessão legislativa - 03.05.1915
- 02.ª sessão legislativa - 03.05.1916
- 03.ª sessão legislativa - 03.05.1917

- 01.ª sessão legislativa - 03.05.1918
- 02.ª sessão legislativa - 03.05.1919
- 03.ª sessão legislativa - 03.05.1920

- 01.ª sessão legislativa - 03.05.1921
- sessão extraordinária - 10.03.1922
- 02.ª sessão legislativa - 03.05.1922
- 03.ª sessão legislativa - 03.05.1923

- 01.ª sessão legislativa - 03.05.1924
- 02.ª sessão legislativa - 03.05.1925
- 03.ª sessão legislativa - 03.05.1926

- 01.ª sessão legislativa - 03.05.1927
- 02.ª sessão legislativa - 03.05.1928
- 03.ª sessão legislativa - 03.05.1929

- 01.ª sessão legislativa - 03.05.1930

- 01.ª sessão legislativa - 03.05.1935 (70)
- 02.ª sessão legislativa - 03.05.1936
- sessão extraordinária - 02.01.1937
- 03.ª sessão legislativa - 03.05.1937
- sessão extraordinária - 04.11.1937

- Constituinte - 05.02.1946 - 20.09.1946 (74)
- 01.ª sessão legislativa - 15.03.1951
- 01.ª sessão extraordinária - 15.01.1952
- 02.ª sessão legislativa - 15.03.1952
- 02.ª sessão extraordinária - 15.01.1953
- 03.ª sessão legislativa - 15.03.1953
- 03.ª sessão extraordinária - 15.01.1954
- 04.ª sessão legislativa - 15.03.1954
- 04.ª sessão extraordinária - 20.12.1954

- 01.ª sessão legislativa - 15.03.1951
- 01.ª sessão extraordinária - 15.01.1952
- 02.ª sessão legislativa - 15.03.1952
- 02.ª sessão extraordinária - 15.01.1953
- 03.ª sessão legislativa - 15.03.1953
- 03.ª sessão extraordinária - 15.01.1954
- 04.ª sessão legislativa - 15.03.1954
- 04.ª sessão extraordinária - 20.12.1954

- 01.ª sessão extraordinária - 07.02.1955
- 01.ª sessão legislativa - 15.03.1955
- 02.ª sessão extraordinária - 26.12.1955
- 02.ª sessão legislativa - 15.03.1956
- 03.ª sessão extraordinária - 01.02.1957
- 03.ª sessão legislativa - 15.03.1957
- 04.ª sessão extraordinária - 31.01.1958
- 04.ª sessão legislativa - 15.03.1958
- 05.ª sessão extraordinária - 16.12.1958
- 06.ª sessão extraordinária - 05.01.1959

- 01.ª sessão legislativa - 15.03.1959
- 01.ª sessão extraordinária - 18.01.1960
- 02.ª sessão legislativa - 15.03.1960
- 02.ª sessão extraordinária - 09.01.1961
- 03.ª sessão extraordinária - 24.02.1961
- 03.ª sessão legislativa - 15.03.1961
- 04.ª sessão extraordinária - 01.02.1962
- 04.ª sessão legislativa - 15.03.1962
- 05.ª sessão extraordinária - 15.01.1963

- 01.ª sessão legislativa - 15.03.1963
- 01.ª sessão extraordinária - 16.12.1963
- 02.ª sessão legislativa - 15.03.1964
- 02.ª sessão extraordinária - 03.02.1965
- 03.ª sessão legislativa - 01.03.1965 (81)
- 03.ª sessão extraordinária - 02.12.1965
- 04.ª sessão extraordinária - 02.02.1966
- 04.ª sessão legislativa - 01.03.1966 (83)
- 05.ª sessão extraordinária - 25.07.1966
- 06.ª sessão extraordinária - 12.12.1966

- 01.ª sessão legislativa - 01.03.1967 (86)
- 01.ª sessão extraordinária - 16.01.1968
- 02.ª sessão legislativa - 01.03.1968
- sessão extraordinária(*) - 01.07.1968
- 02.ª sessão extraordinária - 02.12.1968
- 03.ª sessão legislativa - 22.10.1969
- 04.ª sessão legislativa - 31.03.1970 (92)

- 01.ª sessão legislativa - 31.03.1971
- 02.ª sessão legislativa - 31.03.1972
- 03.ª sessão legislativa - 01.03.1973 (94)
- 04.ª sessão legislativa - 01.03.1974

- 01.ª sessão legislativa - 01.03.1975
- 02.ª sessão legislativa - 01.03.1976
- 03.ª sessão legislativa - 01.03.1977
- 04.ª sessão legislativa - 01.03.1978

- 01.ª sessão legislativa - 01.03.1979
- 02.ª sessão legislativa - 01.03.1980
- 03.ª sessão legislativa - 01.03.1981
- 01.ª sessão extraordinária - 06.12.1981
- 04.ª sessão legislativa - 01.03.1982

- 01.ª sessão legislativa - 01.03.1983
- 02.ª sessão legislativa - 01.03.1984
- 03.ª sessão legislativa - 01.03.198S
- 04.ª sessão legislativa - 01.03.1986

## Em Portugal
Em princípio, tem a duração de quatro anos, sendo cada ano designado por sessão legislativa. No entanto, uma legislatura pode não completar os quatro anos se a Assembleia da República for dissolvida. Neste caso, a nova Assembleia irá iniciar uma nova legislatura cuja duração será acrescida, no seu início, do período correspondente à sessão legislativa em curso à data da eleição (será o caso, por exemplo, da 1.ª sessão legislativa da IX Legislatura).
Lista de legislaturas da Terceira República Portuguesa:
- I Legislatura (1976–1980) - Eleição em 25 de abril de 1976
  - 1.ª sessão legislativa - 03.06.76
  - 2.ª sessão legislativa - 15.10.77
  - 3.ª sessão legislativa - 17.10.78 (Eleição intercalar em 2 de dezembro de 1979)
  - 4.ª sessão legislativa - 03.01.80

- II Legislatura (1980–1983) - Eleição em 5 de outubro de 1980
  - 1.ª sessão legislativa - 13.11.80
  - 2.ª sessão legislativa - 15.10.81
  - 3.ª sessão legislativa - 19.10.82

- III Legislatura (1983–1985) - Eleição em 25 de abril de 1983
  - 1.ª sessão legislativa - 31.05.83
  - 2.ª sessão legislativa - 15.10.84

- IV Legislatura (1985–1987) - Eleição em 6 de outubro de 1985
  - 1.ª sessão legislativa - 04.11.85
  - 2.ª sessão legislativa - 16.10.86

- V Legislatura (1987–1991) - Eleição em 19 de julho de 1987
  - 1.ª sessão legislativa - 13.08.87
  - 2.ª sessão legislativa - 18.10.88
  - 3.ª sessão legislativa - 17.10.89
  - 4.ª sessão legislativa - 16.10.90

- VI Legislatura (1991–1995) - Eleição em 6 de outubro de 1991
  - 1.ª sessão legislativa - 04.11.91
  - 2.ª sessão legislativa - 15.10.92
  - 3.ª sessão legislativa - 20.10.93
  - 4.ª sessão legislativa - 19.10.94

- VII Legislatura (1995–1999) - Eleição em 1 de outubro de 1995
  - 1.ª sessão legislativa - 27.10.95
  - 2.ª sessão legislativa - 16.10.96
  - 3.ª sessão legislativa - 08.10.97
  - 4.ª sessão legislativa - 16.09.98

- VIII Legislatura (1999–2002) - Eleição em 10 de outubro de 1999
  - 1.ª sessão legislativa - 25.10.99
  - 2.ª sessão legislativa - 20.09.00
  - 3.ª sessão legislativa - 19.09.01

- IX Legislatura (2002–2005) - Eleição em 17 de março de 2002
  - 1.ª sessão legislativa - 05.04.02
  - 2.ª sessão legislativa - 15.09.03
  - 3.ª sessão legislativa - 15.09.04

- X Legislatura (2005–2009) - Eleição em 20 de fevereiro de 2005
  - 1.ª sessão legislativa - 10.03.05
  - 2.ª sessão legislativa - 15.09.06
  - 3.ª sessão legislativa - 15.09.07
  - 4.ª sessão legislativa - 15.09.08

- XI Legislatura (2009–2011) - Eleição em 27 de setembro de 2009
  - 1.ª sessão legislativa - 15.10.09
  - 2.ª sessão legislativa - 19.09.10

- XII Legislatura (2011–2015) - Eleição em 5 de junho de 2011
  - 1.ª sessão legislativa - 20.06.11
  - 2.ª sessão legislativa - 15.09.12
  - 3.ª sessão legislativa - 15.09.13
  - 4.ª sessão legislativa - 15.09.14

- XIII Legislatura (2015–2019) - Eleição em 4 de outubro de 2015
  - 1.ª sessão legislativa - 23.10.15
  - 2.ª sessão legislativa - 15.09.16
  - 3.ª sessão legislativa - 15.09.17
  - 4.ª sessão legislativa - 15.09.18

- XIV Legislatura (2019–2022) - Eleição em 6 de outubro de 2019
  - 1.ª sessão legislativa - 25.10.19
  - 2.ª sessão legislativa - 15.09.20
  - 3.ª sessão legislativa - 15.09.21

- XV Legislatura (2022–2024) - Eleição em 30 de Janeiro de 2022
  - 1.ª sessão legislativa - 29.03.22
  - 2.ª sessão legislativa - 15.09.23

- XVI Legislatura (2024–2025) - Eleição em 10 de Março de 2024
  - 1.ª sessão legislativa - 26.03.24

- XVII Legislatura (2025–) - Eleição em 18 de Maio de 2025
  - 1.ª sessão legislativa - 03.06.25